# 劉沃祐
劉 沃祐（ユ・オグ、朝鮮語: 유옥우、1914年12月4日 - 1984年3月15日）は、大韓民国の政治家、実業家。第3・4・5・8・11代韓国国会議員。
本貫は江陵劉氏。俳優のユ・ジテは孫。

## 経歴
日本統治時代の全羅南道務安郡（現・新安郡飛禽島）に生まれた。光州高等普通学校卒。新韓資源開発会長、韓国塩業組合連合会長、木浦日報社長を歴任した。政界入り後は国会議員を5期務めたほか、全羅南道議会議員、第5代国会農林分科委員長、民衆党務安地区党委員長、新民党中央党紀委員長、政策委員会議長、中央常任委員会議長、全党大会議長、国家保衛立法会議議員、民韓党副総裁、党務委員、顧問を歴任した。
なお、初選の第3代総選挙では自由党から当選したが、四捨五入改憲の後は金泳三などの少壮派と共に離党声明書に捺印した。

## エピソード
1956年8月1日、国会本会議で内務部長官の李益興について「李長官は李承晩大統領がおならをすると、『閣下、すっきりしたでしょう』と言った」と暴露し、この文句は後に権力者への媚びの代名詞として語り継がれた。一方、李は1966年4月2日付の中央日報のインタビューで「劉議員が内務部長官不信任案を通過させるために虚偽の事実を広めたのだ」と釈明した。
朴正煕政権時代には野党議員として、家の近くの爆発物の爆発や怪漢の襲撃などに遭い、順調でない議員生活を過ごした。